# 22 avril 2010
Le jeudi 22 avril 2010 est le 112e jour de l'année 2010.

## Décès
- Ambrose Olsen (né le 27 novembre 1985), mannequin américain
- Ann Vervoort (née le 10 mars 1977), chanteuse belge
- Emilio Walter Álvarez (né le 10 février 1939), footballeur uruguayen
- Gene Lees (né le 8 février 1928), parolier, écrivain, journaliste et critique de jazz canadien
- Jean Bonato (né le 14 décembre 1932), footballeur et entraîneur français
- Lina Marulanda (née le 15 mai 1980), animatrice de télévision et mannequin colombien
- Odile Duboc (née le 23 juillet 1941), chorégraphe française
- Pierre Rousseau (né le 1er mai 1932), acteur et ingénieur du son français
- Piet Steenbergen (né le 28 novembre 1928), joueur de football néerlandais
- Rafael Martín (né le 12 septembre 1914), joueur de basket-ball espagnol
- Victor Nurenberg (né le 22 novembre 1930), joueur de football luxembourgeois

## Événements
- Démission du gouvernement fédéral belge Leterme II.
- Création de la coalition électorale Pour une bonne Lettonie

- Sortie des films :
  - C'était à Rome
  - Chloé
  - Here and There
  - Kick-Ass
  - R
  - REC 2
  - Kung Fu Nanny
  - L'Élite de Brooklyn
  - Les Herbes folles
  - Micmacs à tire-larigot
  - The Losers
  - Une éducation
  - Victoria : Les Jeunes Années d'une reine
  - Vincent, ses amis et sa mer

- Création du site iQiyi

- Sortie des jeux vidéo :
  - Ketsui: Kizuna Jigoku Tachi
  - Nier
  - The Settlers IV